# Формиат железа(III)
Формиат железа(III) — неорганическое соединение, 
соль железа и муравьиной кислоты с формулой Fe(CHO2)3,
жёлто-красные кристаллы,
растворяется в воде.

## Получение
- Реакция нитрата железа(III) и муравьиной кислоты в этаноле:

{\displaystyle {\mathsf {Fe(NO_{3})_{3}+3HCOOH\ {\xrightarrow {}}\ Fe(CHO_{2})_{3}\downarrow +3HNO_{3}}}}
- Растворение железа в растворе муравьиной кислоты в диметилформамиде при барботаже воздуха:

{\displaystyle {\mathsf {4Fe+12HCOOH+3O_{2}\ {\xrightarrow {I_{2}}}\ 4Fe(CHO_{2})_{3}\downarrow +6H_{2}O}}}

## Физические свойства
Формиат железа(III) образует жёлто-красные кристаллы.
Растворяется в воде, слабо растворяется в этаноле.
Образует кристаллогидраты состава Fe(CHO2)3•n H2O, где n = 1 и 2 — жёлтые кристаллы.

## Химические свойства
- В водных растворах подвергается ступенчатому гидролизу:

{\displaystyle {\mathsf {Fe(CHO_{2})_{3}\ {\xrightarrow[{-HCOOH}]{H_{2}O}}\ Fe(OH)(CHO_{2})_{2}\ {\xrightarrow[{-HCOOH}]{H_{2}O}}\ Fe(OH)_{2}(CHO_{2})\ {\xrightarrow[{-HCOOH}]{H_{2}O}}\ Fe(OH)_{3}}}}